# Siedlung Erlach
Siedlung Erlach (fränkisch: Elach) ist ein Gemeindeteil der Stadt Burgbernheim im mittelfränkischen Landkreis Neustadt an der Aisch-Bad Windsheim in Bayern.

## Geographie
Der Weiler Siedlung Erlach liegt in der Gemarkung Burgbernheim am Erlachbach, einen rechten Zufluss der Altmühl.
Siedlung Erlach ist außer im Süden von Wald umgeben. Im Westen grenzt das Wechselholz an, im Norden Hochmutsbrunn, Krumme Eiche und Schauersruh. 1 km nördlich beim Hirschteich entspringt die Altmühl. Die Kreisstraße AN 7/NEA 52 führt nach Hornau (1 km südöstlich) bzw. nach Burgbernheim (3 km nördlich).

## Geschichte
Zwei Flüchtlingsbauern erhielten die „Erlache“, ein 20 Hektar großer Kahlschlag im Stadtwald Burgbernheim, zur Verfügung. 1950 wurden beide Grundstücke bebaut. Der Siedlungsname wurde 1960 nach „Siedlung Erlach“ umbenannt. Der ursprüngliche Flurname bedeutet Erlengebüsch.

## Einwohnerentwicklung
| Jahr      | 001961 | 001970 | 001987 |
| Einwohner | 11     | 9      | 12     |
| Häuser    | 2      |        | 3      |
| Quelle    | [ 8 ]  | [ 9 ]  | [ 1 ]  |

## Religion
Die Einwohner evangelisch-lutherischer Konfession sind nach St. Johannis (Burgbernheim) gepfarrt, die Katholiken nach St. Bonifaz (Bad Windsheim).